# A Day Without Rain
A Day Without Rain é o quinto álbum de estúdio da cantora, compositora e musicista irlandesa Enya, lançado em 20 de novembro de 2000, pela WEA. 
Após uma turnê promocional em apoio ao seu álbum de compilação Paint the Sky with Stars (1997), Enya fez uma pequena pausa antes de retornar a compor e gravar um novo álbum, em 1998, com seus usuais parceiros de gravação, o produtor e arranjador Nicky Ryan, e sua esposa, a letrista Roma Ryan. Em um distanciamento musical de seus álbuns anteriores, Enya incorporou instrumentos de corda ao disco.
A Day Without Rain recebeu críticas mistas dos críticos; alguns o acharam muito derivado dos álbuns anteriores de Enya, enquanto outros elogiaram o uso mínimo de sobreposição, pelo qual seu som se tornara conhecido. O álbum foi um sucesso comercial chegando à 6ª posição no Reino Unido, e, inicialmente, à 17ª posição na parada Billboard 200 nos Estados Unidos. Após os ataques de 11 de setembro de 2001, as vendas do álbum e de seu primeiro single, "Only Time", dispararam, depois que ele foi usado por várias redes de rádio e televisão em sua cobertura e após os ataques. Como resultado, "Only Time" subiu para a 10ª posição na parada de singles estadunidense Billboard Hot 100, e A Day Without Rain atingiu um novo pico na Billboard 200, na posição de número 2.
O álbum tornou-se o quinto álbum mais vendido de 2001 nos Estados Unidos, e o álbum de new age mais vendido de todos os tempos, com uma estimativa de 16 milhões de cópias vendidas em todo o mundo. Até hoje, ele permanece a ser o álbum mais vendido da carreira de Enya. Para promover o álbum, Enya fez várias entrevistas e apresentações na televisão, incluindo no World Music Awards de 2001. Em 2002, o álbum rendeu a Enya seu terceiro prêmio Grammy Award de Melhor Álbum de New Age, e em 2007 foi incluído na Lista dos 200 Álbuns Definitivos no Rock and Roll Hall of Fame, na posição 132.

## Lista de faixas
Todas as canções produzidas por Nicky Ryan.
| A Day Without Rain – Edição padrão |                       |                |         |  |
| N.º                                | Título                | Compositor(es) | Duração |  |
| 1.                                 | "A Day Without Rain"  | Enya           | 2:38    |  |
| 2.                                 | "Wild Child"          | Enya Roma Ryan | 3:47    |  |
| 3.                                 | "Only Time"           | Enya R. Ryan   | 3:38    |  |
| 4.                                 | "Tempus Vernum"       | Enya R. Ryan   | 2:24    |  |
| 5.                                 | "Deora Ar Mo Chroí"   | Enya           | 2:48    |  |
| 6.                                 | "Flora's Secret"      | Enya R. Ryan   | 4:07    |  |
| 7.                                 | "Fallen Embers"       | Enya R. Ryan   | 2:31    |  |
| 8.                                 | "Silver Inches"       | Enya           | 1:37    |  |
| 9.                                 | "Pilgrim"             | Enya R. Ryan   | 3:12    |  |
| 10.                                | "One by One"          | Enya R. Ryan   | 3:56    |  |
| 11.                                | "The First of Autumn" | Enya           | 3:10    |  |
| 12.                                | "Lazy Days"           | Enya R. Ryan   | 3:42    |  |
| Duração total:                     | Duração total:        | Duração total: | 37:30   |  |

| A Day Without Rain – Edição estadunidense |                |                |         |  |
| N.º                                       | Título         | Compositor(es) | Duração |  |
| 11.                                       | "Lazy Days"    | Enya R. Ryan   | 3:42    |  |
| Duração total:                            | Duração total: | Duração total: | 34:32   |  |

| A Day Without Rain – Edição japonesa |                |                |         |  |
| N.º                                  | Título         | Compositor(es) | Duração |  |
| 11.                                  | "Isobella"     | Enya R. Ryan   | 4:29    |  |
| 12.                                  | "Lazy Days"    | Enya R. Ryan   | 3:42    |  |
| Duração total:                       | Duração total: | Duração total: | 39:11   |  |

## Certificações e Vendas
| Críticas profissionais                                                      | Críticas profissionais |
| Avaliações da crítica                                                       | Avaliações da crítica  |
| Fonte                                                                       | Avaliação              |
| --------------------------------------------------------------------------- | ---------------------- |
| Allmusic                                                                    | [ 3 ]                  |
| Robert Christgau                                                            | (sem nota)             |
| Esta tabela precisa de ser acompanhada por texto em prosa. Consulte o guia. |                        |

| País           | Associação   | Certificações | Vendas    |
| -------------- | ------------ | ------------- | --------- |
| Alemanha       | BVMI         | 3× Platina    | 900,000   |
| Argentina      | CAPIF        | Ouro          | 30,000    |
| Australia      | ARIA         | 2× Platina    | 140,000   |
| Austria        | IFPI         | Platina       | 50,000    |
| Bélgica        | BEA          | 2× Platina    | 100,000   |
| Brasil         | ABPD         | Ouro          | 100,000   |
| Canada         | Music Canada | 8× Platina    | 800,000   |
| Dinamarca      | IFPI         | Platina       | 50,000    |
| Espanha        | PROMUSICAE   | Platina       | 100,000   |
| Estados Unidos | RIAA         | 7× Platina    | 7,000,000 |
| Europa         | IFPI         | 3× Platina    | 3,000,000 |
| França         | SNEP         | Ouro          | 100,000   |
| México         | AMPROFON     | Ouro          | 75,000    |
| Nova Zelândia  | RIANZ        | Platina       | 15,000    |
| Países Baixos  | NVPI         | 3× Platina    | 240,000   |
| Polónia        | ZPAV         | Ouro          | 50,000    |
| Reino Unido    | BPI          | Platina       | 300,000   |
| Suécia         | IFPI         | Platina       | 80,000    |
| Suíça          | IFPI         | 2× Platina    | 100,000   |

## Singles
| Year | Single       | Chart                           | Position |
| ---- | ------------ | ------------------------------- | -------- |
| 2001 | "Only Time"  | Adult Contemporary (US)         | 1        |
| 2001 | "Only Time"  | Adult Top 40 (US)               | 1        |
| 2001 | "Only Time"  | Canadian Singles Chart (Canada) | 1        |
| 2001 | "Only Time"  | The Billboard Hot 100 (US)      | 10       |
| 2001 | "Only Time"  | Top 40 Mainstream (US)          | 10       |
| 2001 | "Only Time"  | Top 40 Tracks (US)              | 6        |
| 2002 | "Only Time"  | Top 40 Adult Recurrents (US)    | 2        |
| 2000 | "Only Time"  | Official Singles Chart (UK)     | 32       |
| 2001 | "Wild Child" | Official Singles Chart (UK)     | 69       |
| 2001 | "Only Time"  | Official German Top 100 Charts  | 1        |
| 2002 | "Wild Child" | Billboard Adult Contemporary    | 12       |